# John Porter Houston
John Porter Houston  (* 21. April 1933 in Alhambra, Kalifornien; † 13. Oktober 1987 in Bloomington, Indiana) war ein US-amerikanischer Romanist.

## Leben und Werk
Houston studierte an der University of California at Berkeley und in Aix-en-Provence. Er promovierte 1959 an der Yale University mit der Arbeit The design of Rimbaud's poetry (New Haven/London 1963, Westport 1977) und war bis zu seinem frühen Tod Professor für Französisch und Italienisch an der Indiana University Bloomington.

## Weitere Werke
- (Hrsg. mit Mona Tobin Houston) François Mauriac, Génitrix, Englewood Cliffs 1966
- The demonic imagination. Style and theme in French romantic poetry, Baton Rouge 1969
- Fictionnal technique in France 1802–1927. An introduction, Baton Rouge 1972
- Victor Hugo, New York 1974, 1988, 1999
- French Symbolism and the modernist movement. A study of poetic structures, Baton Rouge 1980
- (Hrsg. und Übersetzer mit Mona Tobin Houston) French symbolist poetry. An anthology, Bloomington 1980
- The Traditions of French prose style. A rhetorical study, Baton Rouge 1981
- The Shape and style of Proust's novel, Detroit 1982
- The Rhetoric of poetry in the Renaissance and seventeenth century, Baton Rouge 1983
- Patterns of thought in Rimbaud and Mallarmé, Lexington 1986
- Shakespearean sentences. A study in style and syntax, Baton Rouge 1988
- Joyce and prose. An exploration of the language of "Ulysses", Lewisburg/London 1989